# Naarden-Bussum vasútállomás
Naarden-Bussum vasútállomás vasútállomás Hollandiában, Gooise Meren községben, Bussum településen.

## Vasútvonalak
Az állomást az alábbi vasútvonalak érintik:
- Amsterdam–Zutphen-vasútvonal

## Kapcsolódó állomások
A vasútállomáshoz az alábbi állomások vannak a legközelebb:
- Weesp vasútállomás (Amsterdam Centraal, Amsterdam–Zutphen-vasútvonal)
- Bussum Zuid vasútállomás (Zutphen vasútállomás, Amsterdam–Zutphen-vasútvonal)